# Österslövs landskommun
Österslövs landskommun var en tidigare kommun i dåvarande Kristianstads län.

## Administrativ historik
Kommunen bildades i Österslövs socken i Villands härad i Skåne när 1862 års kommunalförordningar trädde i kraft. 
Vid kommunreformen 1952 uppgick kommunen i Nosaby landskommun som uppgick 1967 i Kristianstads stad som 1971 ombildades till Kristianstads kommun.

## Politik

### Mandatfördelning i Österslövs landskommun 1938-1946
| 11 | 9 |

| 20 |

| 12 | 8 |

| 20 |

| 11 | 9 |

| 20 |